# Isadore Klein
Isadore, dit Izzy Klein, est un auteur-scénariste et animateur américain, né le 12 octobre 1897 et décédé en 1986.

## Biographie
Isadore Klein a commencé sa carrière comme auteur puis animateur au sein des Studios Disney en 1936.
Dès 1942, il travaille comme auteur-animateur pour le studio Terrytoons. Mais il stoppe le travail d'animateur au profit de l'écriture de scénario.
Au début des années 1960, il reprend l'animation tout en restant scénariste. Il prend sa retraite en 1969.

## Filmographie

### Comme animateur
- 1936 : Le Retour de Toby la tortue
- 1936 : Papa Pluto
- 1938 : Moth and the Flame
- 1938 : Au pays des étoiles
- 1938 : Mother Goose Goes Hollywood
- 1939 : Dingo et Wilbur

### Comme scénariste
- 1937 : Cabaret de nuit

## Prix
- 1975 : Té d'argent de la National Cartoonists Society